# THE POGO
THE POGO（ザ・ポゴ）は1985年に結成された日本のパンク・ロックバンド。1993年解散。2022年復活。

## 概要・来歴
現JIGHEADの小河原良太が中心となり現the pillowsの佐藤シンイチロウと共に、1985年に結成(結成ライブの対バンはTHE BLUE HEARTS)。新宿LOFT・渋谷屋根裏を中心にライブを行う。1986年6月、ドラムスを塚本純にチェンジ。同年9月に出したシングル「ラジカルゲーム」を発売後即完売させたことで業界から注目される。発売後、純の実弟である塚本研がベースで加入、人気も相乗効果で高まる。
1987年にはインディレコード最大手キャプテン・レコードと契約。ミニアルバム『HYSTERIC GENERATION』を発表しロングセラーのヒットとなる。翌1988年にはさらに2枚のミニアルバムを発売（『FUNKY ROCK'N ROLL』『Please Please Please』）。いずれもインディーズチャート初登場1位となり、特に現MOSQUITO SPIRALの春日弘（ex.DISSARAY、THE IDIOT IDOLATERS）加入後の『Please Please Please』はインディでありながらオリコンチャートの94位に上り詰め、1988年8月に行われた『ワンダーランドロックフェス』で当時メジャーで人気を博していたTHE BLUE HEARTSより観客が沸くというステージを目の当たりにした(出典『宝島』)メジャーレコードレーベル各社は急いで争奪戦を開始した。
1989年、徳間ジャパンとメジャー契約。N.Y. レコーディングを敢行。デビュー・シングルのレコーディングエンジニアにはラモーンズを手掛けたグレン・コロトキンが起用された。1stアルバム『THE POGO』は約25万枚を超えるヒットを記録。2nd『1990』（プロデューサーに鳥井賀句を起用）ではパンクロックの枠にとらわれないサウンドの成長を遂げ、音楽雑誌(『宝島』『Pachi-Pachi』等)から絶賛を受けた。1992年『THE WORST OF POGO』を発表後、自らのプロデュースに戻り、スリリングなパンクサウンドを標榜。だが、バンドのピークともいえる傑作『COCK AND BULL TUNES』を発表後、突如解散した。ビデオ『HISTORY OF POGO』での小河原良太の言葉によると「これがPOGOの完璧なサウンドだと分かったから、解散した」とある。
2006年9月8日、新宿LOFT30周年を記念し1夜限りの再結成を果たした（参加メンバーは小河原・春日のみ）。
2008年11月8日、トリヴュートアルバム『Search Out The Jams 〜THE POGO tribute album〜』の発売を記念したイベントで、オリジナルメンバーでのライブが実現。またその流れで、2008年11月27日に下北沢シェルターでオリジナルメンバーでのワンマンライブが行われた（チケットは即完売：オークションで1万5000円のプレミアムがついた）。
2010年徳間ジャパンで発売された全てのアルバムがデジパック紙ジャケット/24bitデジタルリマスターにて再発。それに伴い、過去発売されたビデオもDVD化され再発された。
2022年10月29日復活。

## ディスコグラフィー

### シングル
1. LITTLE BOY/TOY'S BOX(1986/5)
2. BABY BABY/LITTLE BOY(1989/5/25 7JAS-115/徳間ジャパンコミュニケーションズ)オリコン最高位：59位
3. RADICAL GAME(1989/9/27 7JAS-118/徳間ジャパンコミュニケーションズ)オリコン最高位：59位
4. たどり着いたらいつも雨降り(1992/6/25 TKDA-30593/徳間ジャパンコミュニケーションズ)

### アルバム
1. THE POGO(1989/5/25 再発1993/12/21 28JAL-3185/徳間ジャパンコミュニケーションズ)オリコン最高位：18位
2. 1990(1990/3/25 再発1993/12/21 TKCA-30056/徳間ジャパンコミュニケーションズ)オリコン最高位：40位
3. SEARCH OUT!(1991/3/25 TKTA-20125/徳間ジャパンコミュニケーションズ)オリコン最高位：96位
4. COCK AND BULL TUNES(1992/8/25 TKCA-30657/徳間ジャパンコミュニケーションズ)

### ミニアルバム
1. HYSTERIC GENERATION(1987/6 キャプテン)
2. FUNKY ROCK'N ROLL(1988/2 キャプテン)インディーズチャート初登場1位
3. Please Please Please(1988/12 キャプテン 再発1998/10/21 TECN-18425/テイチクエンタテインメント)インディーズチャート初登場1位/オリコン最高位：94位

### EP
1. ラジカルゲーム(1986/9)限定1000枚発売、即完売。
2. 待ちわびた時(1987/11)限定2500枚発売、1週間で完売。

### ライブアルバム
1. LAST GIG(1993/8/25 TKCA-70140/徳間ジャパンコミュニケーションズ)

### ベストアルバム
1. THE WORST OF THE POGO（1992/6/25 TKCA-30594/徳間ジャパンコミュニケーションズ）過去音源の新録アルバム
2. BEST OF THE POGO(1993/8/25 TKCA-70141/徳間ジャパンコミュニケーションズ)

### 参加音源
1. 好きよキャプテン!/キャプテン(1998/9/23 B000064SAF/テイチク)しあわせになりたい
2. キャプテン・パンク・セレクション(1998/10/21 B000064SAK/テイチク)FUNKY ROCK'N ROLL/CHIMPONESS
3. THE INDIES LIVE SELECTION 86 to 87 (2002/8/21 B00006AM7O/インペリアル)LITTLE BOY

### ビデオ
1. PLEASE PLEASE PLEASE at 日本青年館(1988/12 キャプテン)
2. REFLECTIONS(1992/07/25 徳間ジャパンコミュニケーションズ)
3. HISTORY OF POGO(1993/9/25 徳間ジャパンコミュニケーションズ)

### トリビュート
1. Search Out The Jams 〜THE POGO tribute album〜(2008/10/08 ロフト)